# Vladyslav Hryko
Vladyslav Hryko (né le 25 janvier 1997 à Kharkiv) est un gymnaste ukrainien.

## Carrière
Vladislav Hryko est médaillé d'argent au cheval d'arçons et médaillé de bronze aux anneaux aux Jeux olympiques de la jeunesse de 2014 à Nankin. Il est médaillé d'argent par équipes à l'Universiade d'été de 2017 à Taipei.
Aux Championnats d'Europe de gymnastique artistique masculine 2020 à Mersin, il remporte la médaille d'or au concours par équipes.